# Рочфорд, Джон-Поль
Джон-Поль Рочфорд (англ. John-Paul Rochford; 1 мая 2000 года, Арима, Тринидад и Тобаго) — тринидадский футболист, полузащитник. 

## Карьера

### Клубная
Воспитанник академии американского клуба «Портленд Тимберс». Свою взрослую карьеру начал на родине. В феврале 2021 года полузащитник переехал в Гватемалу, где он заключил контракт с командой «Антигуа-Гуатемала».

### В сборной
Джон-Поль Рочфорд выступал за молодежную сборную Тринидада и Тобаго. За главную национальную команду страны хавбек дебютировал 11 августа 2019 года в гостевом товарищеском матче против Сент-Винсента и Гренадин. В игре Рочфорд на 70-й минуте заменил Акима Хамфри. В поединке тринидадцы потерпели поражение со счетом 0:1.